# Édouard-Antoine Renard
Pour les articles homonymes, voir Renard (homonymie).
Édouard-Antoine Renard, né en 1802 à Paris où il est mort le 19 mai 1857, est un artiste peintre et illustrateur français de l'époque romantique.

## Biographie
Baptisé le 5 août 1802, Édouard-Antoine Renard expose des aquarelles au salon de Lille en 1825, son adresse mentionne la rue de la Grange-aux-Belles à Paris. On le retrouve présentant des paysages peints au Salon de Paris en 1830 et 1833, Renard déclarant résider rue Meslay. Sa toile intitulée La Rébellion d'un esclave sur un navire négrier daterait de 1839 (La Rochelle, musée du Nouveau Monde).
Une grande partie de sa carrière figure un dessinateur et illustrateur remarquable, spécialisé dans les vues d'architecture, composant des ouvrages tels que Vues pittoresques des châteaux de France et avec le lithographe Adrien Provost, le Paris romantique : panorama des grands boulevards (1845). Contemporain de Janet-Lange et Henri Valentin, Renard contribue à des périodiques comme L'Illustration et le Musée des familles.

## Galerie

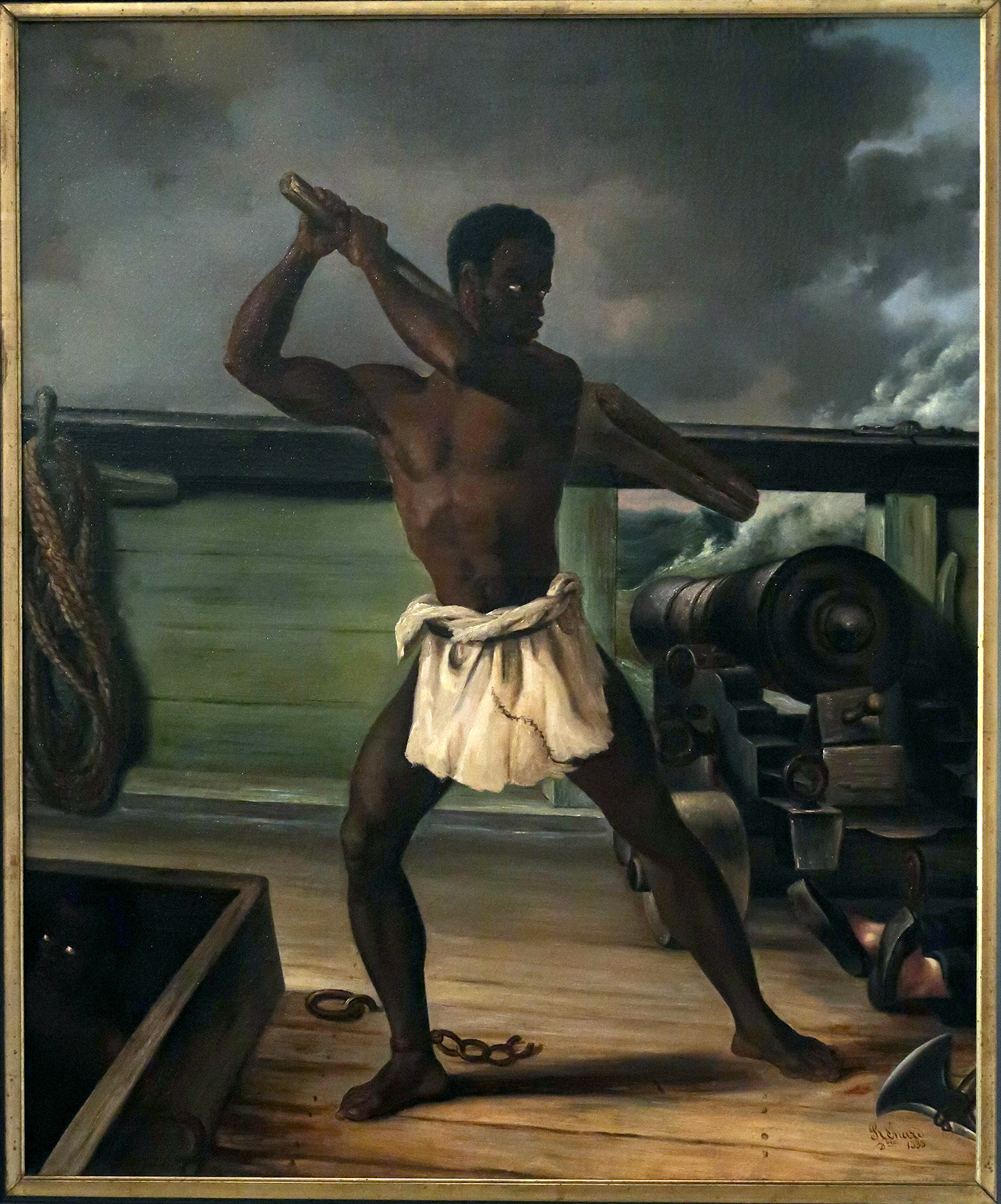
La Rébellion d'un esclave sur un navire négrier (v. 1839), musée du Nouveau Monde
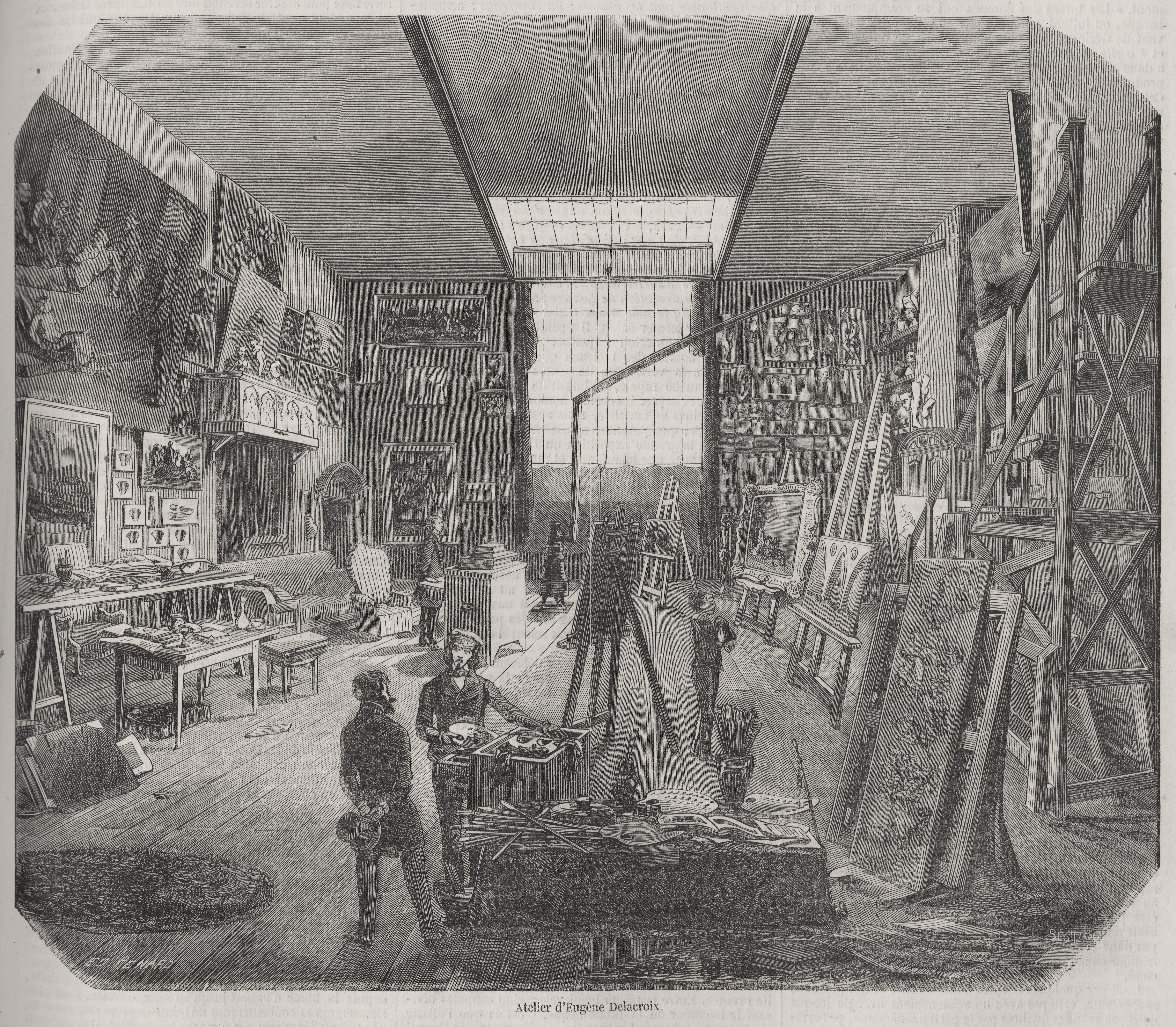
Atelier d'Eugène Delacroix (gravure d'après Renard, 1852)
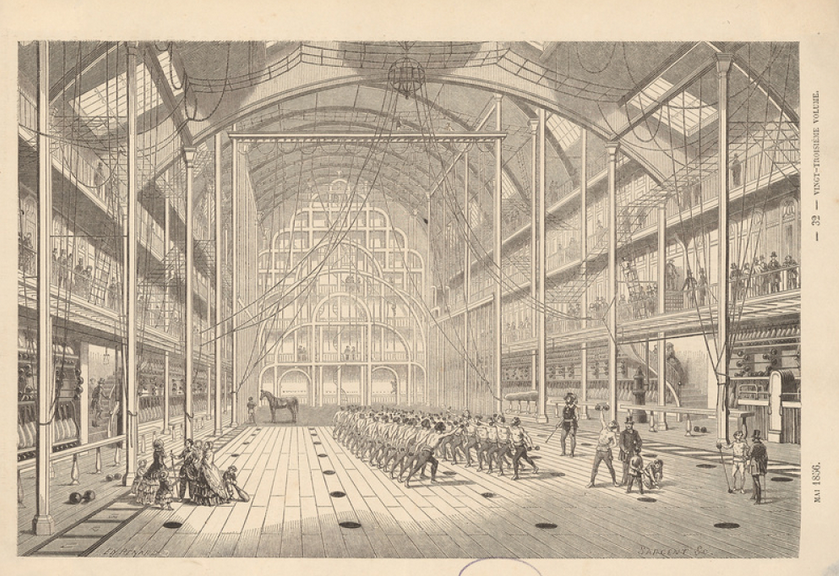
Vue du Gymnase Triat (Musée des familles, mai 1856)